# Ferrovia Bienne-Berna
La ferrovia Bienne-Berna è una linea ferroviaria a scartamento normale della Svizzera.

## Storia
Nel 1857 il canton Berna diede alla Schweizerische Ostwestbahn la concessione per le linee La Neuveville-Bienne-Berna e Berna-Lucerna (via Emmental ed Entlebuch). Il 3 dicembre 1860 aprì la tratta Bienne-La Neuveville, ma per motivi finanziari l'anno successivo la Ostwestbahn si sciolse; il cantone rilevò la concessione per le linee La Neuveville-Bienne-Zollikofen (dove si allacciava alla ferrovia Berna-Olten) e Langnau-Gümligen (dove si allacciava alla ferrovia Berna-Thun) costituendo la Bernische Staatsbahn (BSB).
Il 1º giugno 1864 la BSB aprì la tratta Zollikofen-Bienne, insieme alla tratta Gümligen-Langnau della linea per Lucerna.
La linea seguì le vicissitudini della concessionaria, assorbita nel 1877 dalla Chemin de fer du Jura bernois (JB), a sua volta assorbita dalla Jura-Bern-Luzern Bahn (JBL) nel 1884 la quale confluì nella Compagnia del Giura-Sempione (JS) nel 1890. Nel 1903 la JS fu nazionalizzata: da allora la ferrovia fa parte della rete delle Ferrovie Federali Svizzere (FFS).
Nel luglio 1919 venne elettrificata la tratta tra Berna e Berna Wylerfeld (comune alla Berna-Thun); il 25 novembre 1925 toccò alla Wylerfeld-Zollikofen (comune alla Olten-Berna). L'elettrificazione della linea fu completata il 15 maggio 1928.
Alla creazione delle FFS le tratte Berna-Zollikofen (comune alla linea per Olten) e Lyss-Busswil (comune alla ferrovia Lyss-Soletta) erano già a doppio binario. Nel 1933 venne raddoppiata la tratta Zollikofen-Münchenbuchsee; nel biennio 1962-1963 venne raddoppiata la tratta Brügg-Busswil; dal maggio 1964 entrò in servizio il raddoppio dell'intera tratta Busswil-Bienne, con l'eccezione del ponte sull'Aar di Brügg che nell'autunno di due anni dopo venne allargato con la posa di un secondo manufatto metallico.
Nel maggio 1967 entrò in esercizio il binario di raccordo tra la stazione di Ostermundigen (sulla ferrovia Berna-Thun) e quella di Zollikofen, migliorando i collegamenti tra Olten, Bienne e il Sempione.
In seguito al programma Ferrovia 2000 venne impostato il raddoppio della tratta Lyss-Münchenbuchsee: la sezione Münchenbuchsee-Schüpfen venne raddoppiata nella primavera 1991, nel 1995 toccò alla tratta Lyss-Suberg-Grossaffoltern, mentre nel 1996 l'opera venne terminata con il raddoppio della sezione tra Schüpfen e Suberg-Grossaffoltern.

## Caratteristiche
La ferrovia, a scartamento normale, è lunga 33,45 km, è elettrificata a corrente alternata monofase con la tensione di 15.000 V alla frequenza di 16,7 Hz; la pendenza massima è dell'11 per mille. È interamente a doppio binario.

### Percorso
| Continuation backward |

| Unknown route-map component "tCONTgq" | Unknown route-map component "tSTR+r" | Straight track |  |  |

| End station | Station on track |  |

|  | Junction both to and from left | Unknown route-map component "CONTfq" |

| Station on track |

| Unknown route-map component "hKRZWae" |

| Stop on track |

|  | Unknown route-map component "ABZg+l" | Unknown route-map component "CONTfq" |

| Station on track |

| Unknown route-map component "CONTgq" | Unknown route-map component "ABZg+r" |  |

| Station on track |

| Station on track |

| Unknown route-map component "SKRZ-Au" |

| Station on track |

| Station on track |

| Unknown route-map component "STR+l" | Unknown route-map component "KRZo" | Unknown route-map component "CONTfq" |

| Straight track | Unknown route-map component "ABZg+l" | Unknown route-map component "CONTfq" |

| Station on track | Station on track |  |

| 7,46  |
| 98,81 |

| Unknown route-map component "CONTgq" | One way rightward | Straight track |  |  |

|  | Unknown route-map component "ABZg+l" | Unknown route-map component "CONTfq" |

| Unknown route-map component "CONTgq" | Unknown route-map component "KRZo" | Unknown route-map component "CONTfq" |

|  | Junction both to and from left | Unknown route-map component "CONTfq" |

| Stop on track |

| Unknown route-map component "eHST" |

| Unknown route-map component "hKRZWae" |

| Unknown route-map component "tCONTgq" | Unknown route-map component "tSTR+r" | Straight track |  |  |

| End station | Station on track |  |

| Continuation forward |

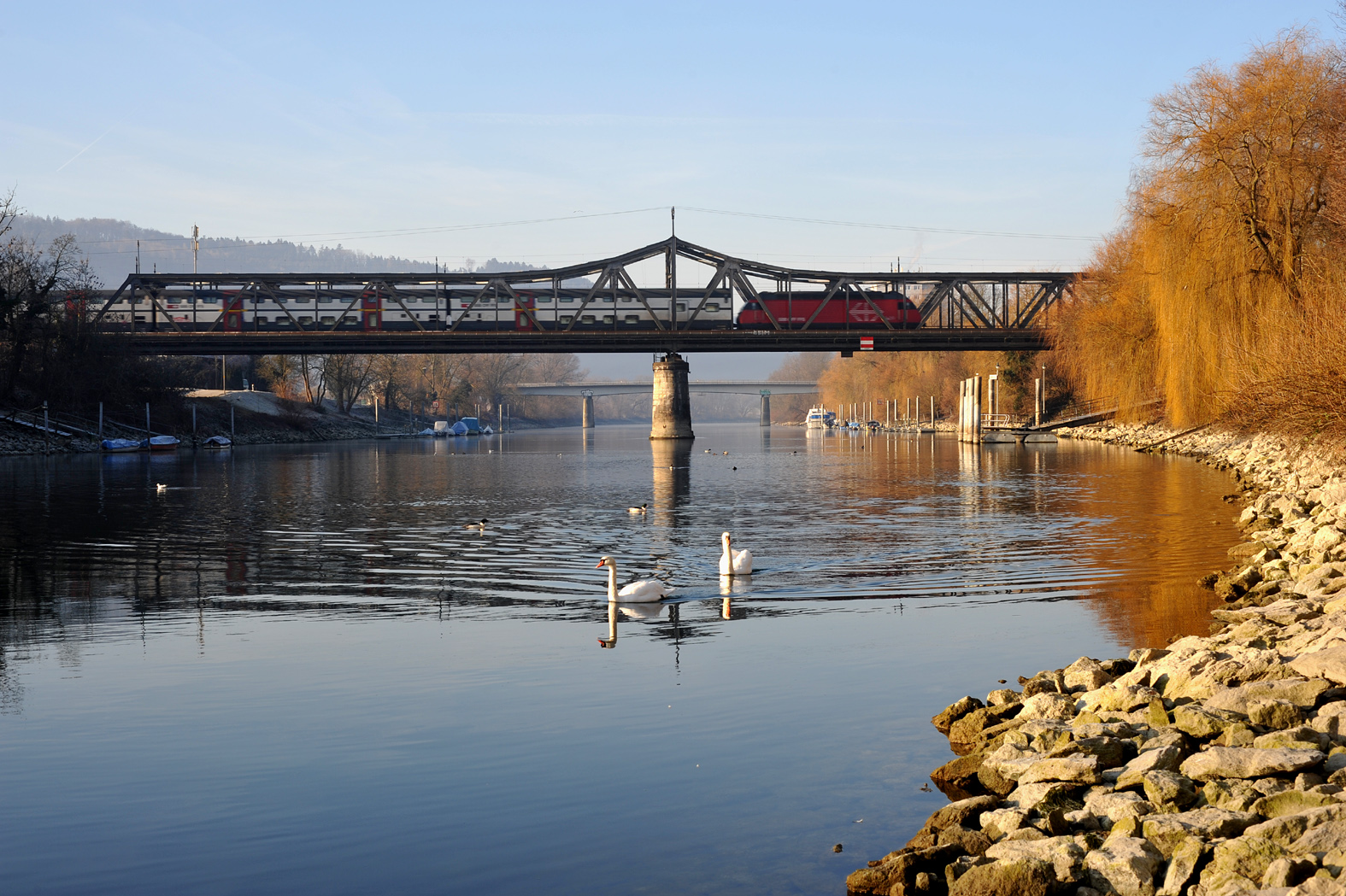
Un convoglio sul ponte sull'Aar di Brügg

La linea parte dalla stazione di Bienne, sulla ferrovia Losanna-Olten. Di lì la ferrovia si dirige verso sud-est, attraversando a Brügg il fiume Aar. Fino a Zollikofen la linea corre parallela all'autostrada A6 (che viene sottopassata tra Grossaffoltern e Schüpfen). A Zollikofen la linea si immette nella ferrovia Olten-Berna.